# きさらぎ会
きさらぎ会（きさらぎかい）は、自由民主党内の勉強会である。設立者は、元法務大臣である鳩山邦夫である。

## 概要
元法務大臣である鳩山邦夫が設立した派閥横断型の勉強会である。
鳩山邦夫に近いとされている国会議員で構成され、幹事長は、元法務大臣の河井克行が務めていた。
鳩山の死後も塩崎恭久ら複数人が共同世話人に就き運営を継続しており、また、新たに菅義偉内閣官房長官（当時）が顧問として参加している。
2012年自由民主党総裁選挙では、後に自民党総裁になる安倍晋三総裁の再登板に尽力をしたことで知られている。
鳩山グループや菅グループと呼ばれる。同じく菅義偉を中心とする党内グループにガネーシャの会がある。

## メンバー・構成

### 衆議院議員
| 菅義偉 （10回、神奈川2区） | 田中和徳 （10回、神奈川10区） | 田村憲久 （10回、三重1区） |

（計3名）

### かつて所属していたメンバー
- 鳩山邦夫（2016年6月21日、在職中に死去。）
- 河井克行（公職選挙法違反事件で東京地検特捜部に逮捕されて自民党を離党。後に議員辞職し、有罪判決を受けると政界引退を表明。）
- 塩崎恭久（第49回衆議院議員総選挙を機に政界引退。）
- 山口泰明（第49回衆議院議員総選挙を機に政界引退。）
- 今村雅弘（第50回衆議院議員総選挙を機に政界引退。）
- 桜田義孝（第50回衆議院議員総選挙を機に政界引退。）
- 武見敬三（第27回参議院議員通常選挙で落選。）